# اوزبیوش اسمولارک
اوزبیوش "ابی" اسمولارک (به لهستانی: Euzebiusz "Ebi" Smolarek) زادهٔ (۹ ژانویه ۱۹۸۱ در ووج، لهستان) یک فوتبالیست لهستانی است که در حال حاضر در یاگلونیا بیاویستوک بازی می‌کند. او ۴۷ بار برای تیم ملی فوتبال لهستان بازی کرده‌است. او یک مهاجم و هافبک کناره‌ها است.